# 定惠院 (人名)
定惠院（1519年—1550年7月15日），甲斐國大名武田氏當主武田信虎的長女，母親為正室大井夫人，和武田信玄是同父同母的姐弟，是駿河國今川氏當主今川義元的正室。

## 生平
天文五年（1536年），今川氏的家督，今川氏輝去世，遺言說要讓同母弟梅岳承芳（今川義元）還俗繼承家督，但引來異母弟玄廣惠探的不滿，因此發生爭奪家督之位的花倉之亂。內亂平定後，武田信虎為了拉攏今川氏，將長女定惠院嫁給還俗的義元，也因此甲駿同盟成立。
定惠院嫁給義元後的第二年，生下嫡男氏真，而定惠院另外和義元生下嶺松院殿（武田義信室）、隆福院殿兩女。天文十年（1541年），父親信虎被弟弟信玄放逐到駿府。定惠院在駿河今川館接見信虎，這也使得定惠院的心病加重。
信虎被放逐的九年後，天文十九年（1550年），定惠院在父親信虎的注視下離開人世，享年三十二歲。
天文二十三年（1554年），定惠院死後四年，今川氏、武田氏、北條氏，簽訂三國同盟。不過諷刺的是，三國同盟失敗後，反而加速今川氏的滅亡。